# Râul Lunga, Ialpug
Lunga este un râu din Republica Moldova, afluent stâng al râului Ialpug (bazinul Dunării).

## Istorie
Râul Lunga a fost menționat pentru prima dată în documentele oficial în secolul al XVIII-lea. Hidronimul își are origine din limba română.

## Descriere
Râul Lunga izvorăște la 3 km est de marginea sudică a satului Ciucur-Mingir, la o altitudine de 195,93 m. De la izvor și până la orașul Ceadâr-Lunga râul curge în direcție sudică, iar în aval de oraș își schimbă direcția spre sud-vest. La 600 m sud-est de satul Aluatu, râul se varsă în Ialpug la o altitudine de 9,18 m. În cursul superior al râului Lunga au fost ridicate baraje pentru trei iazuri.
Valea râului este simetrică, plată, cu lățimea de 120 m acoperită cu vegetație ierboasă. Pe ambele maluri cresc sălcii și diverși arbuști. Albia râului are o lățime de 4,0 m, în zona inundabilă de 10 m, adâncimea râului în cursul superior și mijlociu este de la 10 la 15 cm, viteza apei constituie 0,12-0,16 m/s.